# DeVries-Gletscher
Der DeVries-Gletscher ist ein steiler Gletscher in der antarktischen Ross Dependency. Er fließt von den Südhängen der Britannia Range unmittelbar östlich des Peckham-Gletschers zum Byrd-Gletscher.
Das Advisory Committee on Antarctic Names benannte ihn im Jahr 1965. Namensgeber ist der Biologe Arthur Leeland DeVries (* 1935), der sich von 1961 bis 2002 im Rahmen des United States Antarctic Program mit dem Gefrierschutz bei Fischarten im McMurdo-Sund befasste.